# Enoplea
Classe
Sous-classes de rang inférieur
- Enoplia
- Dorylaimia
- Incertae sedis

Les Enoplea sont une classe de nématodes. Les espèces de la classe sont libres ou parasites, vivant en eau douce ou dans la mer.
Selon wikispecies, il y a deux sous-classes et 13 ordres, dont un ordre d'attribution incertaine (incertae sedis):
- Sous-classe Enoplia
  - ordre Enoplida
  - ordre Isolaimida
  - ordre Marimermithida
  - ordre Oncholaimida
  - ordre Stichosomida
  - ordre Triplonchida
  - ordre Tripylida
- Sous-classe Dorylaimia
  - ordre Dioctophymida
  - ordre Dorylaimida
  - ordre Mermithida
  - ordre Mononchida
  - ordre Trichocephalida
- Incertae sedis
  - ordre Marimermithida